# Sergio García de la Fuente
Sergio García de la Fuente (Barcelona, 9 juni 1983) is een Spaans profvoetballer die doorgaans als aanvaller speelt. Hij verruilde Al-Rayyan in juli 2017 transfervrij voor RCD Espanyol. Sergio García debuteerde in 2008 in het Spaans voetbalelftal.

## Clubvoetbal
Sergio García begon in de jeugd (cantera) van FC Barcelona. In 2000 won de aanvaller met Juvenil A, het hoogste jeugdelftal van de club, de Copa del Rey Juvenil ten koste van Real Mallorca (2-1). Sergio García scoorde eenmaal in de finale. In het seizoen 2002/2003 kwam hij bij het eerste elftal. Op 29 oktober 2002 liet trainer Louis van Gaal de aanvaller debuteren in het eerste elftal in het UEFA Champions League-duel tegen Club Brugge. Op 3 september startte Sergio García voor het eerst in de basis in de befaamde nachtwedstrijd of Partido de Pijama, het resultaat van conflicten tussen FC Barcelona, Sevilla FC en bondscoaches. Barça wilde het competitieduel dat voor woensdag 3 september gepland stond een dag vervroegen om zo de beschikking te hebben over internationals als Patrick Kluivert, Javier Saviola, Ricardo Quaresma en Ronaldinho, die zich woensdag dienden te melden bij hun nationale selecties voor een interlands. Sevilla FC weigerde echter op dinsdag te spelen, waardoor FC Barcelona besloot de wedstrijd op woensdag om vijf minuten na middernacht aan te vatten. Ronaldinho en Quaresma konden door deze opmerkelijke actie meespelen, aanvallers Saviola en Kluivert werden door de bondscoaches van respectievelijk Argentinië en Nederland niet vrijgegeven. Hierdoor kwam een plaats in de spits vrij voor Sergio Garcia. In het seizoen 2003/04 zou hij in totaal zeven competitiewedstrijden in de hoofdmacht spelen, de meeste daarvan als invaller. In het seizoen 2004/05 werd de Catalaan uitgeleend aan UD Levante. In 31 wedstrijden maakte Sergio García toen zeven doelpunten. Na zijn terugkeer bij FC Barcelona, werd hij voor 1,5 miljoen euro verkocht aan Real Zaragoza. In de zomer van 2008 verhuisde hij voor een bedrag van 10 miljoen euro naar Real Betis. Sergio García speelde twee seizoenen voor de club uit Sevilla, waaronder één in de Segunda División A. In 2010 werd hij gecontracteerd door RCD Espanyol, waar de aanvaller later aanvoerder zou worden.

## Clubstatistieken
| Seizoen | Club           | Competitie         | Wed. | Goals |
| ------- | -------------- | ------------------ | ---- | ----- |
| 2002/03 | FC Barcelona B | Segunda División B | 33   | 19    |
| 2002/03 | FC Barcelona   | Primera División   | 2    | 0     |
| 2003/04 | FC Barcelona   | Primera División   | 4    | 0     |
| 2004/05 | UD Levante     | Primera División   | 31   | 7     |
| 2005/06 | Real Zaragoza  | Primera División   | 19   | 4     |
| 2006/07 | Real Zaragoza  | Primera División   | 33   | 6     |
| 2007/08 | Real Zaragoza  | Primera División   | 38   | 4     |
| 2008/09 | Real Betis     | Primera División   | 28   | 9     |
| 2009/10 | Real Betis     | Segunda División   | 34   | 12    |
| 2010/11 | RCD Espanyol   | Primera División   | 21   | 3     |
| 2011/12 | RCD Espanyol   | Primera División   | 24   | 5     |
| 2012/13 | RCD Espanyol   | Primera División   | 28   | 7     |
| 2013/14 | RCD Espanyol   | Primera División   | 37   | 12    |
| 2014/15 | RCD Espanyol   | Primera División   | 35   | 14    |
| 2015/16 | Al-Rayyan      | Qatari League      | 24   | 16    |
| 2016/17 | Al-Rayyan      | Qatari League      | 25   | 11    |
| 2017/18 | RCD Espanyol   | Primera División   | 33   | 2     |
| 2018/19 | RCD Espanyol   | Primera División   | 29   | 2     |

## Interlandcarrière
Sergio Garcia won in 2002 met Spanje het EK –19. Hij scoorde in de laatste groepswedstrijd, tegen Slowakije. Sergio Garcia werd in 2003 met Spanje vicewereldkampioen op het WK –20 in de Verenigde Arabische Emiraten. Hij debuteerde op 31 mei 2008 in het Spaans nationaal elftal, als invaller voor David Silva in de tweede helft van een interland tegen Peru .
Sergio García is verder een vaste waarde in het Catalaans elftal. Zijn eerste duel speelde hij in december 2003 tegen Ecuador. Mede door twee doelpunten van hem wonnen de Catalanen met 4-2.

## Erelijst
| Competitie            |        |        |        |        |
| Competitie            | Aantal | Jaren  |        |        |
| Spanje                | Spanje | Spanje | Spanje | Spanje |
| --------------------- | ------ | ------ | ------ | ------ |
| Europees kampioen     | 1x     | 2008   |        |        |
| Spanje -19            |        |        |        |        |
| Europees kampioen -19 | 1x     | 2002   |        |        |

- Catalaans voetballer van het jaar: 2014

1 Casillas  ·
2 Albiol ·
3 Navarro ·
4 Marchena ·
5 Puyol ·
6 Iniesta ·
7 Villa ·
8 Xavi ·
9 Torres ·
10 Fàbregas ·
11 Capdevila ·
12 Cazorla ·
13 Palop ·
14 Alonso ·
15 Ramos ·
16 García ·
17 Güiza ·
18 Arbeloa ·
19 Senna ·
20 Juanito ·
21 Silva ·
22 De la Red ·
23 Reina ·
Coach: Aragonés